# コスモス496号
コスモス496号（ロシア語: Космос 496）は1972年6月26日に打上げられたソユーズ宇宙船の無人試験機である。宇宙ステーションとのドッキングはなかった。1971年6月30日のソユーズ11号事故の後、ソユーズ7K-Tでは宇宙飛行士が宇宙服を船内で着用出来るスペースを確保するため、座席が3席から2席へ変更された。コスモス496号は太陽パネルを付けていた。

## ミッション情報
- 機体：ソユーズ7K-T
- 重量：6800 kg
- クルー：無人
- 打上げ：1972年6月26日
- 帰還：1972年7月2日